# College
College (fra latin collegium 'fællesskab, stand') er et uddannelsessted på gymnasie- eller universitetsniveau, ofte med tilhørende boliger for de studerende, det er  især kendt i Tyskland, Storbritannien og USA, men bruges nu også i Danmark.